# Amphinotus pupulus
Amphinotus pupulus is een rechtvleugelig insect uit de familie doornsprinkhanen (Tetrigidae). De wetenschappelijke naam van deze soort is voor het eerst geldig gepubliceerd in 1912 door Bolívar.
1. ↑  (en) Amphinotus pupulus op de IUCN Red List of Threatened Species.